# Relaciones Países Bajos-Perú
Las Relaciones Países Bajos-Perú (en neerlandés: Betrekkingen Nederland-Peru) se refieren a las relaciones entre el Reino de los Países Bajos y la República del Perú.

## Comercio
Los Países Bajos y el Perú tiene un acuerdo comercial por medio del Acuerdo Comercial entre Perú y la Unión Europea. El acuerdo entró en vigor el 1 de marzo de 2013.

## Misiones diplomáticas
- Países Bajos tiene una embajada en Lima.
- Perú tiene una embajada en La Haya.